# Gamelia theseus
Gamelia theseus är en fjärilsart som beskrevs av Jean Baptiste Boisduval 1875. Gamelia theseus ingår i släktet Gamelia och familjen påfågelsspinnare. Inga underarter finns listade i Catalogue of Life.